# 2019年世界水泳選手権ガイアナ選手団
2019年世界水泳選手権ガイアナ選手団は、2019年7月12日から7月28日まで韓国の光州で開催された第18回世界水泳選手権のガイアナ選手団、およびその競技結果。

## 選手団
- 人員: 選手 3人

## 選手名簿・結果
| 選手                     | 種目              | 予選   | 予選 | 準決勝   | 準決勝   | 決勝     | 決勝     |
| 選手                     | 種目              | 結果   | 順位 | 結果     | 順位     | 結果     | 順位     |
| ------------------------ | ----------------- | ------ | ---- | -------- | -------- | -------- | -------- |
| アンドリュー・ファウラー | 男子50m自由形     | 25秒26 | 97位 | 予選敗退 | 予選敗退 | 予選敗退 | 予選敗退 |
| アンドリュー・ファウラー | 男子100m自由形    | 54秒72 | 93位 | 予選敗退 | 予選敗退 | 予選敗退 | 予選敗退 |
| レオン・シートン         | 男子50m背泳ぎ     | 29秒92 | 65位 | 予選敗退 | 予選敗退 | 予選敗退 | 予選敗退 |
| レオン・シートン         | 男子50mバタフライ | 28秒54 | 77位 | 予選敗退 | 予選敗退 | 予選敗退 | 予選敗退 |
| ジャミラ・サンムーガン   | 女子50m自由形     | 28秒72 | 68位 | 予選敗退 | 予選敗退 | 予選敗退 | 予選敗退 |
| ジャミラ・サンムーガン   | 女子50mバタフライ | 30秒21 | 47位 | 予選敗退 | 予選敗退 | 予選敗退 | 予選敗退 |